# Tarzan and the Amazons
Tarzan and the Amazons is een Amerikaanse avonturenfilm uit 1945, geregisseerd door Kurt Neumann. Het is de negende Tarzan-film met Johnny Weissmuller in de hoofdrol. Andere rollen worden vertolkt door Brenda Joyce, Johnny Sheffield, Henry Stephenson en Maria Ouspenskaya.

## Verhaal
Tarzan en Boy zijn op weg naar de plek waar ze Jane, die een paar maanden in Europa heeft doorgebracht om gewonde soldaten te verzorgen, zullen ontmoeten. Onderweg redden ze een “amazonevrouw” van een aanval door een zwarte panter. Gedurende de aanval laat ze een gouden armband vallen, die door Cheeta wordt opgeraapt. Tarzan geeft Boy de opdracht op hem te wachten terwijl hij de vrouw terugbrengt naar haar stad, Palmyria. Boy volgt Tarzan in het geheim en ontdekt zo ook de stad. Daarna keert hij terug naar de afspraakplek.
Op die afgesproken plek vindt de ontmoeting met Jane plaats. Ze is vergezeld door een groep verkenners, geleid door Sir Guy Henderson. Die herkent de gouden armband die Cheeta had gevonden als een kostbaar sieraad dat toebehoort aan een lang verloren gewaande Amazonestam. Hij wil dat Tarzan hem en zijn groep naar Palmyria brengt, maar Tarzan weigert. Boy daarentegen laat zich wel ompraten.
Boy en de groep worden bij hun aankomst in de stad gevangen, en door de Amazonekoningin veroordeeld tot dwangarbeid. De vrouw die eerder door Tarzan werd gered, herkent Boy en laat de gevangenen vrij. Deze willen echter graag de stad plunderen van al zijn rijkdommen. Alleen Henderson is tegen het idee waarop Ballister, de tweede leider van de groep, hem dood schiet. Tevens steekt hij de amazonevrouw neer maar nog net voor ze sterft, kan ze alarm slaan. Alle indringers worden door de toegestormde Amazones gedood, behalve Ballister en Anders, die weten te ontkomen met een deel van de schat en Boy die weer wordt gevangen en ter dood veroordeeld.
Cheeta waarschuwt Tarzan. Deze haast zich naar Palmyria. Onderweg loopt hij Ballister en Anders tegen het lijf. Hij gooit de twee in drijfzand en neemt de gestolen schat mee terug naar Palmyria. Daar kan hij Boy vrijkopen tegen de teruggebrachte schat.

## Rolverdeling
| Acteur             | Personage         |
| ------------------ | ----------------- |
| Johnny Weissmuller | Tarzan            |
| Brenda Joyce       | Jane              |
| Johnny Sheffield   | Boy               |
| Henry Stephenson   | Sir Guy Henderson |
| Maria Ouspenskaya  | Amazonian Queen   |
| Barton MacLane     | Ballister         |

## Achtergrond
Brenda Joyce nam vanaf deze film de rol van Jane over van Maureen O'Sullivan. Ze zou deze rol in totaal vijf keer vertolken, waarvan vier keer tegenover Johnny Weissmuller als Tarzan.